# Roztoka (Basses-Carpates)
Pour les articles homonymes, voir Roztoka.
Roztoka est une localité polonaise de la gmina de Bircza, située dans le powiat de Przemyśl en voïvodie des Basses-Carpates.